# Quinta Santa Teresita
Quinta Santa Teresita är en ort i Mexiko.   Den ligger i kommunen Cosoleacaque och delstaten Veracruz, i den sydöstra delen av landet, 500 km öster om huvudstaden Mexico City. Quinta Santa Teresita ligger 43 meter över havet och antalet invånare är 103.
Terrängen runt Quinta Santa Teresita är platt. Runt Quinta Santa Teresita är det tätbefolkat, med 343 invånare per kvadratkilometer. Närmaste större samhälle är Minatitlán, 7,0 km öster om Quinta Santa Teresita. Omgivningarna runt Quinta Santa Teresita är en mosaik av jordbruksmark och naturlig växtlighet.